# Вандерстаппен, Гюстав
Гюстав Вандерстаппен (фр. Gustave Vanderstappen; 11 января 1881, Сен-Жиль — 22 сентября 1955) — бельгийский футболист, нападающий сборной Бельгии по футболу и клуба «Юнион Сен-Жиллуаз».
Будучи игроком «Юнион Сен-Жиллуаз», Вандерстаппен дважды становился лучшим бомбардиром Первого дивизиона Бельгии. С 1905 по 1908 год сыграл в четырёх матчах за сборную Бельгии по футболу.

## Биография
Вместе с младшими братьями, левым нападающим Шарлем и вратарём Джозефом Вандерстаппенами, входил в состав первой команды «Юнион Сен-Жиллуаз» в 1897 году. При этом в возрасте 15 лет Гюстав стал первым капитаном команды при рождении клуба в 1897 году. Вместе с «Юнионом» перешёл в первый дивизион в 1901 году.
Шестикратный чемпион Бельгии. Лучший бомбардир чемпионата в 1903/04 и 1904/1905 годах.
За сборной Бельгии в 1905 году сыграл три матча, а в 1908 году сыграл неофициальный матч против любительской сборной Англии. Голов за сборную Вандерстаппен не забивал.

## Достижения
- Чемпион Бельгии: 1903/04, 1904/05, 1905/06, 1906/07, 1908/09, 1909/10